# Меттью Амоа
Меттью Амоа (англ. Matthew Amoah; нар. 24 жовтня 1980, Тема) — ганський футболіст, нападник.
Насамперед відомий виступами за нідерландські клуби «Вітесс» та «НАК Бреда», а також національну збірну Гани.

## Клубна кар'єра
Народився 24 жовтня 1980 року в місті Тема. У віці п'ятнадцяти років Меттью переїхав до Нідерландів, де і почалася його спортивна кар'єра в молодіжному клубі «Вітесса» в місті Арнем. Протягом трьох років футболіст грав в декількох молодіжних командах, після чого в сезоні 1998/1999 потрапив до складу першої команди. Його дебют у професійному футболі відбувся 15 листопада 1998 року в матчі проти «Утрехта».
Дебютний сезон Амоа виявився не дуже вдалим і на першу половину наступного він був переданий до клубу «Фортуна» (Сіттард). Там він добре себе проявив: виступив у 15 матчах, забивши 10 голів, і був повернутий в Арнем. Сезон 2002/2003 був найуспішнішим сезоном футболіста, в якому в 30 іграх він забив 15 разів. У загальному рахунку за арнемську команду Меттью відіграв 174 матчів та забив 62 голи, ставши одинадцятим у списку найкращих бомбардирів в історії клубу «Вітесс».
У грудні 2005 року Амоа підписав з дортмундської «Боруссією» дворічний контракт, тренером якої був Берт ван Марвейк, що тренував «Фортуну» (Ситтард) 2000 року і добре знав можливості Амоа. Проте півтора сезони, проведені в Німеччині, виявилися невдалими, і гравець повернувся в Нідерланди, провівши за німецький клуб всього 17 матчів у лізі і не забивши жодного м'яча.
3 липня 2007 року Амоа підписує трирічний контракт з нідерландським клубом «НАК Бреда», сума трансферу склала 250 000 євро. У складі нового клубу за чотири з половиною сезони Меттью зіграв 103 гри і забив 43 голи, завдяки чому серед найкращих голеодорів, відзначаючись забитим голом в середньому щонайменше у кожній третій грі чемпіонату.
5 вересня 2011 року футболіст підписав дворічний контракт з турецьким клубом «Мерсін Ідманюрду», але договір був розірваний після першого сезону, в якому Амоа виступив лише в п'яти матчах, що не забивши жодного гола.
Влітку 2012 року повернувся в Нідерланди, підписавщи однорічний контракт з «Геренвеном», проте за сезон так і не провів жодної гри за основну команду, після чого покинув клуб.

## Виступи за збірну
2002 року дебютував в офіційних матчах у складі національної збірної Гани.
У складі збірної був учасником двох чемпіонатів світу (2006 року у Німеччині та 2010 року у ПАР), а також трьох Кубків африканських націй (2006 року в Єгипті, 2008 року у Гані, на якому команда здобула бронзові нагороди, та 2010 року в Анголі, де разом з командою здобув «срібло»).
Всього провів у формі головної команди країни 43 матчі, забивши 13 голів.

## Титули і досягнення
- Срібний призер Кубка африканських націй: 2010